# 楼霞
楼霞（1972年3月17日—），浙江省淳安县人，中国游泳运动员。楼霞是浙江首位参加奥运会游泳比赛的选手，曾参加1992年夏季奥运会100米蛙泳和100米混合泳接力比赛，并获得100米混合泳接力第四名。退役后，楼霞成为游泳教练，曾执导陈慧佳、蔡力、叶诗文等运动员。
楼霞于1997年与浙江籍游泳运动员、教练徐国义结婚，婚后因楼霞患有心脏早搏和美尼尔氏综合症而未有子女。